# Critias (Platon)
Critias (în greacă veche Κριτίας) este un dialog scris de Platon. Acesta este unul dintre dialogurile târzii ale lui Platon, care povestește despre puternicul regat insular Atlantida și încercarea acestuia de a cuceri Atena, care a eșuat din cauza societății ordonate a atenienilor. 
Critias este al doilea dialog dintr-o trilogie proiectată de dialoguri, precedat de Timaios și urmat de Hermocrates. Acesta din urmă nu a fost, probabil, niciodat scris și sfârșitul lui Critias a fost pierdut. Din cauza asemănării lor (de exemplu, în ceea ce privește apariția persoanelor), clasiciștii moderni combină ocazional atât Timaios, cât și Critias ca Timaios-Critias.
Potrivit lui Critias în Atlantida, înainte de Marele Potop, s-au construit poduri peste inelele de apă care înconjurau orașul antic inițial, pentru a face un drum la și de la palatul regelui.